# Route 17 (Nouveau-Brunswick)
Pour les articles homonymes, voir Route 17.
La Route 17, aussi connue comme la Route Stewart, relie la frontière canado-américaine à Saint-Léonard à Tide Head, non loin de Campbellton, en passant par Saint-Quentin. À l'exception de quelques municipalités, la route parcourt une région faiblement peuplée et surtout boisée. Elle est la seule route reliant le nord-ouest du Nouveau-Brunswick à sa côte nord.

## Description du tracé
La route débute à la frontière canado-américaine à Saint-Léonard et permet de relier, via une courte rue, la US 1 et la US 1A. Elle traverse Saint-Léonard et rencontre rapidement la route 2. Elle se dirige vers le nord-est jusqu'à Saint-Quentin, qu'elle traverse du sud au nord. Après avoir traversé la municipalité, la route reprend l'orientation vers le nord-est et passe par Kedgwick et Saint-Jean-Baptiste-de-Restigouche. Elle continue vers le nord-est et atteint, à Glencoe, l'intersection avec la route 11. Cette dernière continue le trajet de la route 17 vers Campbellton alors que la route 17 prend fin.

## Histoire
Créée dans les années 1920, la route 17 reliait Tide Head à Saint-Quentin. Durant les années 1930, une route est construite jusqu'à Saint-Léonard.
Depuis, la route a connu peu de changements, à l'exception de quelques courbes qui ont été corrigées ou supprimées. Des voies de dépassement ont aussi été ajoutées à certains endroits.

## Intersections majeures
| Comté                 | Ville         | km     | Destinations                                                               | Notes                              |
| --------------------- | ------------- | ------ | -------------------------------------------------------------------------- | ---------------------------------- |
| Madawaska             | Saint-Léonard | 0,00   | Bridge Street vers US 1 / US 1A – Van Buren, Limestone, Caribou, Madawaska | Continue au Maine                  |
| Madawaska             | Saint-Léonard | 0,00   | Frontière canado-américaine                                                |                                    |
| Madawaska             | Saint-Léonard | 0,60   | NB-144 (Rue Principale)                                                    |                                    |
| Madawaska             | Saint-Léonard | 1,60   | NB-2 – Edmundston, Fredericton                                             | Sortie 58 de la NB-2               |
| Madawaska             |               | 12,20  | NB-255 sud – Saint-André                                                   | Terminus nord de la NB-255         |
| Restigouche           |               | 71,70  | NB-260 nord                                                                | Terminus sud de la NB-260          |
| Restigouche           | Saint-Quentin | 74,80  | NB-180 est – Parc provincial du Mont-Carleton, Bathurst                    | Terminus ouest de la NB-180        |
| Restigouche           |               | 89,60  | NB-265 nord – Kedgwick River                                               | Terminus sud de la NB-265          |
| Restigouche           | Kedgwick      | 92,30  | NB-260 sud                                                                 | Terminus nord de la NB-260         |
| Restigouche           | Glencoe       | 157,40 | NB-275 est – Saint-Arthur                                                  | Terminus ouest de la NB-275        |
| Restigouche           |               | 158,80 | NB-11 vers NB-134 – Campbellton, Tide Head, Matapédia, Qué                 | La NB-17 nord devient la NB-11 sud |
| - Transition de route |               |        |                                                                            |                                    |